# Raffaele Maiello
Raffaele Maiello (Acerra, Ciudad metropolitana de Nápoles, 10 de julio de 1991) es un futbolista italiano. Juega como centrocampista y su club es el Casarano Calcio de la Serie C de Italia.

## Trayectoria
Formado en la cantera del Napoli, debutó con el primer equipo en la última fecha de la temporada 2009/10, en el Estadio Luigi Ferraris contra el Sampdoria. Marcó su primer gol el 12 de agosto de 2010 ante el Valencia, en un amistoso triangular entre el Napoli, el Palermo y los Ches. En la temporada 2010/11, formó parte del primer equipo del Napoli y disputó tres partidos.
El 6 de julio de 2011 fue cedido a préstamo al Crotone, club de la Serie B, donde permaneció dos temporadas totalizando 63 presencias y 5 goles. El año siguiente fue cedido al Ternana (31 presencias y 2 goles) y, en 2014, otra vez al Crotone, que adquirió su pase el 26 de junio de 2015. Sin embargo, el 10 de agosto el Napoli lo adquirió otra vez, para luego cederlo al Empoli.

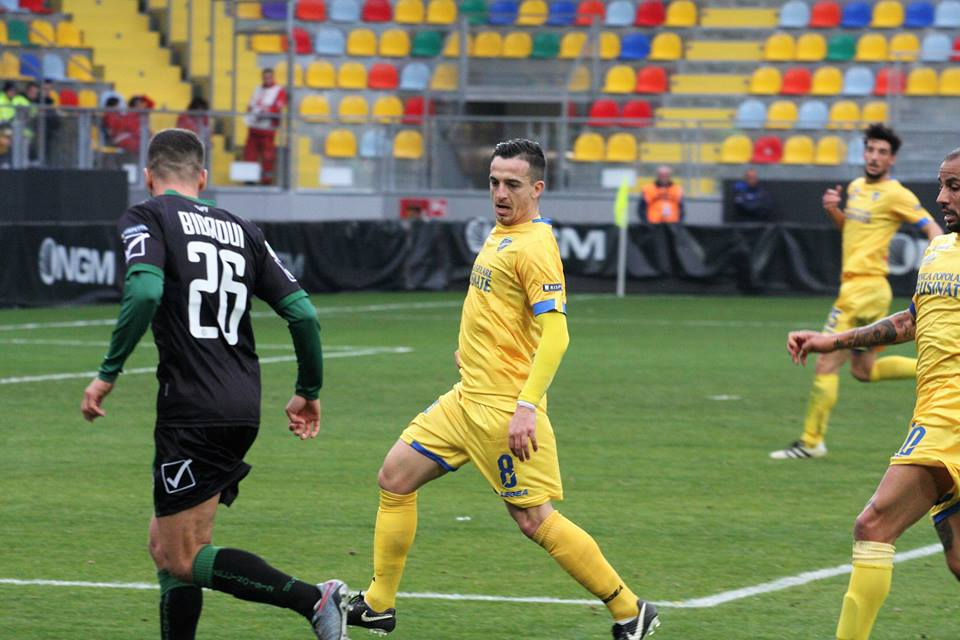
Maiello jugando con el Frosinone en el 2017.

El 11 de julio de 2017 fichó por el Frosinone de la Serie B; se quedó en este club durante cinco años, participando también en la temporada de Serie A 2018-19. En enero de 2022 pasó cedido al Bari con obligación de compra en el caso de que los rojiblancos ascendieran a la Serie B.

## Selección nacional
Ha sido internacional con las categorías inferiores de la Selección italiana.

## Clubes
| Club                    | País   | Año       | PJ  | Goles |
| ----------------------- | ------ | --------- | --- | ----- |
| S. S. C. Napoli         | Italia | 2009-2015 | 4   | 0     |
| F. C. Crotone (cedido)  | Italia | 2011-2013 | 66  | 5     |
| Ternana Calcio (cedido) | Italia | 2013-2014 | 31  | 2     |
| F. C. Crotone (cedido)  | Italia | 2014-2015 | 38  | 3     |
| Empoli F. C. (cedido)   | Italia | 2015-2017 | 15  | 0     |
| Frosinone Calcio        | Italia | 2017-2022 | 179 | 7     |
| S. S. C. Bari (cedido)  | Italia | 2022      | 17  | 0     |
| S. S. C. Bari           | Italia | 2022-2025 | 55  | 0     |
| Casarano Calcio         | Italia | 2025-     |     |       |

## Palmarés

### Campeonatos nacionales
| Título  | Club          | País   | Año     |
| ------- | ------------- | ------ | ------- |
| Serie C | S. S. C. Bari | Italia | 2021-22 |